# گمینا لنگانو
گمینا لنگانو (به لهستانی:  Gmina Lniano) یک گمینا در لهستان است که در شهرستان شفیچه واقع شده‌است. گمینا لنگانو ۸۸٫۳۴ کیلومتر مربع مساحت و ۴٬۰۶۶ نفر جمعیت دارد.